# Shenyang King Kong
Gli Shenyang King Kong sono una squadra di football americano di Shenyang, in Cina.

## Dettaglio stagioni

### Tornei nazionali

#### Campionato

##### CNFL
| Stagione | regular season | regular season | regular season | regular season | regular season | regular season | playoff | playoff | playoff | playoff | playoff | playoff   | playoff    |
|          | Vin            | Par            | Per            | Tot            | PF             | PS             | Vin     | Per     | Tot     | PF      | PS      | risultato | avversaria |
| -------- | -------------- | -------------- | -------------- | -------------- | -------------- | -------------- | ------- | ------- | ------- | ------- | ------- | --------- | ---------- |
| 2019     | 2              | 0              | 3              | 5              | 136            | 130            | -       | -       | -       | -       | -       | -         | -          |
| 2020     | 0              | 0              | 4              | 4              | 21             | 90             | -       | -       | -       | -       | -       | -         | -          |
| Totale   | 2              | 0              | 7              | 9              | 157            | 220            | -       | -       | -       | -       | -       |           |            |

Fonti: Enciclopedia del Football - A cura di Roberto Mezzetti

##### Torneo di Primavera
| Stagione | regular season | regular season | regular season | regular season | regular season | regular season | playoff | playoff | playoff | playoff | playoff | playoff   | playoff           |
|          | Vin            | Par            | Per            | Tot            | PF             | PS             | Vin     | Per     | Tot     | PF      | PS      | risultato | avversaria        |
| -------- | -------------- | -------------- | -------------- | -------------- | -------------- | -------------- | ------- | ------- | ------- | ------- | ------- | --------- | ----------------- |
| 2021     | -              | -              | -              | -              | -              | -              | 0       | 1       | 1       | 0       | 20      | Wild Card | Shenyang Spartans |
| Totale   | -              | -              | -              | -              | -              | -              | 0       | 1       | 1       | 0       | 20      |           |                   |

Fonti: Enciclopedia del Football - A cura di Roberto Mezzetti

### Riepilogo fasi finali disputate
| Anno          | Luogo | Evento              | Fase del torneo | Incontro                               | Risultato |
| 3 aprile 2021 |       | Torneo di Primavera | Wild Card       | Shenyang King Kong - Shenyang Spartans | 34 - 6    |